# جونيا سوزوكي (لاعب كرة قدم مواليد 1996)
جونيا سوزوكي (باليابانية: 鈴木 準弥) (مواليد 7 يناير 1996) هو لاعب كرة قدم ياباني.

## وصلات خارجية
- جونيا سوزوكي (لاعب كرة قدم مواليد 1996) على موقع رابطة كرة القدم اليابانية للمحترفين (اليابانية)
- جونيا سوزوكي (لاعب كرة قدم مواليد 1996) على موقع إي إس بي إن إف سي (الإنجليزية)
- جونيا سوزوكي (لاعب كرة قدم مواليد 1996) على موقع قاعدة بيانات كرة القدم.إي يو (الإنجليزية)
- جونيا سوزوكي (لاعب كرة قدم مواليد 1996) على موقع Soccerbase.com (لاعب) (الإنجليزية)
- جونيا سوزوكي (لاعب كرة قدم مواليد 1996) على موقع Soccerway.com (الإنجليزية)
- جونيا سوزوكي (لاعب كرة قدم مواليد 1996) على موقع عالم كرة القدم.نت (الإنجليزية)